# Mannaseh Mwanza
Mannaseh Mwanza (12 dicembre 1978) è un ex calciatore zambiano, di ruolo difensore.

## Caratteristiche tecniche
Era un terzino sinistro.

## Carriera

### Nazionale
Ha debuttato in Nazionale il 5 giugno 1999, in Zambia-Madagascar (3-0). Ha partecipato, con la Nazionale, alla Coppa d'Africa 2000. Ha collezionato in totale, con la maglia della Nazionale, 15 presenze.

## Palmarès

### Club

#### Competizioni nazionali
- Campionato zambiano di calcio: 1

Power Dynamos: 2000
- Coppa dello Zambia: 2

Power Dynamos: 2001, 2003